# Que no quede huella
«Que no quede huella» es una canción de Guadalupe Esparza quien la escribió y compuso. Grupo Bronco está bajo escrutinio tomando los derechos originales. 
Rodolfo Aicardi la adoptó cómo suya en 1992.

## Versiones
En 1990, ha sido grabada por el grupo argentino-boliviano de cumbia, Adrián y Los Dados Negros para su álbum "El gigante del norte".
Ese mismo año, el recordado cantante de música tropical peruano Chacalón lanzó en su volumen 11 su versión de este tema, con el nombre "Huellas".
También, el cantante colombiano Rodolfo Aicardi lanzó una versión del tema con Su Típica R.A.7 en su trabajo discográfico Lo Último... En Bailablede la empresa Discos Fuentes. 
Además de ser cantada a dúo por José Guadalupe Esparza, autor de esta canción y vocalista del grupo Bronco, con las cantantes mexicanas Lucero y Yuri, esta última en el 2004.
En el año 2004, también fue reversionada por el cantante de música tropical argentino Daniel Agostini, al ritmo de cumbia norteña.
En 2007, fue versionada en género tropical punk por parte del grupo argentino Kumbia Queers, en su álbum Kumbia Nena.
El grupo de cumbia peruana Agua Bella sacó una versión en el 2008 en el disco Un Amor como el tuyo.
En 2017, como parte del álbum en vivo, Primera Fila, se realiza una nueva versión junto a León Larregui.
Existe una versión rock por el Grupo División Minúscula en el disco Tributo al más grande tributo al grupo Bronco. 
En 2020, la cantante peruana Maricarmen Marín hizo su versión de esta canción, muy en su estilo. 
El 17 de abril de 2021, en la plataforma de YouTube, Los hermanos Aicardi lanzan su versión de este tema el cual también interpretó Rodolfo Aicardi su padre.

### Parodia
El comediante, actor, escritor y productor mexicano Eugenio Derbez, en su programa de humor Al derecho y al Derbez, parodió al grupo con el nombre de Ronco y a esta canción, con el mismo nombre y una letra diferente.